# Neuburgia rumphiana
Neuburgia rumphiana är en tvåhjärtbladig växtart som beskrevs av Leenk.. Neuburgia rumphiana ingår i släktet Neuburgia och familjen Loganiaceae. Inga underarter finns listade i Catalogue of Life.